# Xingzhonghui

Lo stendardo del Xingzhonghui fu disegnato da Lu Hao-tung e fu adottato come vessillo del Kuomintang.

Il Xingzhonghui (in cinese: 兴中会, pinyin: Xīngzhōnghuì), tradotto come Società per la ricostruzione della Cina, fu fondato da Sun Yat-sen il 24 novembre 1894 con l'obiettivo di dare prosperità alla Cina al fine di favorire le politiche rivoluzionarie.
La società fu fondata a Honolulu, nella Repubblica delle Hawaii (ove Sun era stato esiliato). Gli ammessi alla società dovevano giurare il seguente giuramento:
Confido nella cacciata dei Tatari (usato in senso dispregiativo nei confronti dei Qing), il rinnovamento della Cina e la costruzione di un governo unitario. (驱逐鞑虏，恢复中华，建立合众政府)
Confluì successivamente nel Tongmenghui, prima organizzazione politica del Kuomintang.